# Bernardo Sayão
Bernardo Sayão är en kommun i Brasilien.   Den ligger i delstaten Tocantins, i den centrala delen av landet, 900 km norr om huvudstaden Brasília. Antalet invånare är 4 467.
Omgivningarna runt Bernardo Sayão är huvudsakligen savann. Runt Bernardo Sayão är det mycket glesbefolkat, med 4 invånare per kvadratkilometer.